# California Miramar University
Die California Miramar University (CMU) ist eine Privatuniversität in San Diego in der Nähe der Marine Corps Air Station Miramar. Sie bietet Präsenz- und Fernunterricht an. Ab der Gründung 1977 bis 2007 hieß die Hochschule Pacific Western University (California) (PWU CA).

## Geschichte
Pacific Western University wurde im Februar 1977 in Brentwood gegründet, wo sie nach 20 Jahren nach Westwood in Los Angeles umzog. Anschließend zog sie im Januar 2006 nach San Diego.
Im Jahr 2005 erwarb die California Miramar University die Vermögenswerte der Pacific Western University, dazu gehörte auch die Zulassung im Staat Kalifornien. Die Verkaufsbedingungen beinhalteten auch die Regelungen für den Übergang der Institutionen, dies betraf unter anderem den Umzug nach San Diego, als auch die Weiterführung der Ausbildung der aktiven Studenten der Pacific Western University.
Nach dem Anfang 2007 die Bedingungen für den Übergang der Vermögenswerte erfüllt waren, wurde die Genehmigung des Bundesstaates Kalifornien offiziell an die CMU übertragen. Gleichzeitig stellte die Pacific Western University ihren Studienbetrieb ein. Im gleichen Jahr beantragte die CWU die Akkreditierung, die Agentur die mit der Akkreditierung beauftragt war, legte fest, dass es sich bei der PWU und der CMU um zwei getrennte Einrichtungen handelte, die sich auch im Hinblick auf ihre akademischen Standards unterscheiden würden. Aus diesem Grund legte die Akkreditierungsagentur fest, dass Absolventen der Pacific Western University nicht berechtigt sind, Diplome der California Miramar University zu erhalten, des Weiteren müssen die Unterlagen beider Institutionen getrennt aufbewahrt werden. Zur Erfüllung dieser Anforderungen wurde die PWU Californian Education Services eingerichtet und die Kopien aller institutionellen und studentischen Unterlagen übertragen, sie fungiert jetzt als offizieller Verwalter der Unterlagen alles PWU-Studenten.
Seit 6. Juni 2009 ist die CMU vom Distance Education and Training Council als Fernuniversität akkreditiert.

## Sport
Die Teams der Universität sind als die Fighting Falcons bekannt, es gibt Mannschaften für:
- Baseball (nur Männermannschaft)
- Softball (nur Frauenmannschaft)
- Fußball (Frauen- und Männermannschaft)
- Basketball (nur Männermannschaft)

Zurzeit (2023) ist Chris Shade der Athletic Director der Universität.

## Studienangebot
An der School of Business and Management können folgende Abschlüsse erworben werden (geordnet nach aufsteigender Wertigkeit):
- Associate of Business Administration (ABA)
- Bachelor of Business Administration (BBA)
- Bachelor of Public Administration (BPA)
- Master of Business Administration (MBA)
- Master of Business Administration (MSSL)
- Master of Taxation and Trade for Executives (MTTE)
- Master of Science in Telecommunications (MST)

## Bekannte Alumni
- Bingu wa Mutharika, Präsident von Malawi
- Dan Voiculescu, rumänischer Politiker
- Sam Vaknin, führender Autor zu Narzisstischer Persönlichkeitsstörung, legte an der CMU seine PhD-Thesis zu Chronons und Zeit-Asymmetrien vor.